# Condado de Jay
El condado de Jay (en inglés: Jay County), fundado en 1836, es uno de 92 condados del estado estadounidense de Indiana. En el año 2000, el condado tenía una población de 30 043 habitantes y una densidad poblacional de 21 personas por km². La sede del condado es Portland. El condado recibe su nombre en honor a John Jay. 

## Geografía
Según la Oficina del Censo, el condado tiene un área total de 994 km², de la cual 994 km² es tierra y 0 km² (0.0%) es agua.

### Condados adyacentes
- Condado de Adams (norte)
- Condado de Mercer, Ohio (este)
- Condado de Darke (sureste)
- Condado de Randolph (sur)
- Condado de Delaware (suroeste)
- Condado de Blackford (oeste)
- Condado de Wells (noroeste)

## Demografía
Según la Oficina del Censo en 2007, los ingresos medios por hogar en el condado eran de $35 700 y los ingresos medios por familia eran $41 850. Los hombres tenían unos ingresos medios de $31 031 frente a los $21 015 para las mujeres. La renta per cápita para el condado era de $16 686. Alrededor del 9.10% de la población estaban por debajo del umbral de pobreza.

## Transporte

### Principales autopistas
- U.S. Route 27
- Ruta Estatal de Indiana 1
- Ruta Estatal de Indiana 18
- Ruta Estatal de Indiana 26
- Ruta Estatal de Indiana 67
- Ruta Estatal de Indiana 167

## Municipalidades

### Ciudades y pueblos
- Bryant
- Pennville
- Portland
- Redkey
- Salamonia
- Dunkirk

### Municipios
El condado de Jay está dividido en 13 municipios:
- Bearcreek
- Greene
- Jackson
- Jefferson
- Knox
- Madison
- Noble
- Penn
- Pike
- Richland
- Wabash
- Wayne